# Demodes conspersa
Demodes conspersa là một loài bọ cánh cứng trong họ Cerambycidae.